# Lutherischer Rat
Der Lutherische Rat war eine kirchliche Institution im Kirchenkampf des Dritten Reiches. Er entstand auf Initiative von Landesbischof August Marahrens zur Profilierung der lutherischen Position innerhalb der Bekennenden Kirche und existierte von 1934 bis 1936. Mitglieder waren lutherische Bischöfe, theologische Fakultäten, Organisationen und Einzelpersönlichkeiten. Seine Nachfolgeorganisation war ab dem 11. März 1936 der Lutherrat.

## Bischöfe
- Hans Meiser (Bayern)
- Theophil Wurm (Württemberg)
- Otto Zänker (Schlesien)
- August Marahrens (Hannover)
- Simon Schöffel (Hamburg [emeritiert])
- Wilhelm Zoellner (Kirchenprovinz Westfalen [emeritiert], mit Gaststatus)

## Vertreter der Fakultäten
- Paul Althaus (Erlangen)
- Werner Elert (Erlangen)
- Hermann Sasse (Erlangen)
- Kurt Dietrich Schmidt (Kiel bzw. Missionsseminar Hermannsburg)
- Julius Schniewind (Königsberg)
- Ernst Sommerlath (Leipzig)
- Friedrich Brunstäd (Rostock)
- Helmuth Schreiner (Rostock)
- Johannes von Walter (Rostock)

## Vertreter der Organisationen
- Friedrich Ulmer (Martin-Luther-Bund)
- Carl Ihmels (Leipziger Mission)
- Detlev von Arnim-Kröchlendorff (Evangelisch-Lutherische Vereinigung in Altpreußen)
- Heinrich Kloppenburg (Bruderräte des niederdeutschen Luthertums)

## Einzelpersönlichkeiten
- Georg Merz
- Siegfried Knak
- Walter Künneth
- Gerhard Gloege
- Paul Fleisch
- Friedrich Wilhelm Hopf
- Volkmar Herntrich
- Hanns Lilje
- Martin Stallmann
- Wilfried Wolters
- Gustav Ahlhorn
- Hans Meinzolt
- Christian Stoll
- Wilhelm Laible
- Heinz Pflugk
- Gerhard Niemann
- Wolfgang Metzger
- Erich Klamroth
- Titus Reuter
- Johannes Bergdolt
- Gottfried Nagel
- Karl Fischer
- Otto Meyer
- Richard Otto
- Wilhelm Ferdinand Schmidt